# Bolzenbach

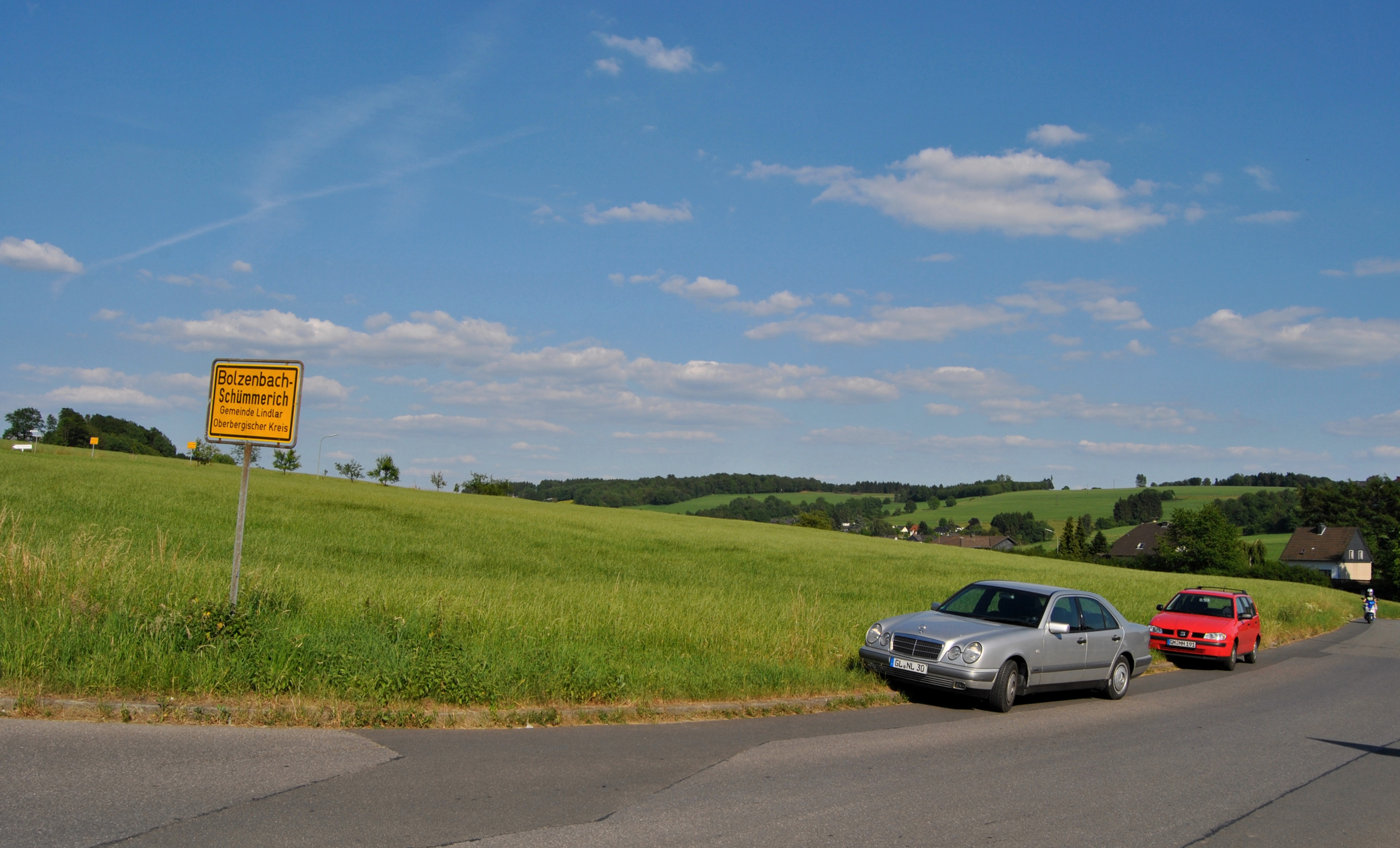
Ortseingang von Bolzenbach an der Alsbacher Straße (2010)

Die Ortschaft Bolzenbach ist ein Ortsteil der Gemeinde Lindlar, im Oberbergischen Kreis im Regierungsbezirk Köln in Nordrhein-Westfalen (Deutschland).

## Lage und Beschreibung
Die Ortschaft liegt südöstlich von Lindlar. Heute ist Bolzenbach weitestgehend mit Lindlar verwachsen, als Trennlinie kann das Grundstück des Gymnasiums angesehen werden. In Bolzenbach selbst finden sich heute eine Gaststätte, ein Bauunternehmer, der Bauhof der Gemeinde Lindlar sowie verschiedene kleine Gewerbebetriebe.

## Geschichte
1487 wurde der Ort das erste Mal urkundlich erwähnt. Ein Claiss zor Boultzenbach ist in den Darlehnslisten (=Zwangsanleihe) für die Auftragung Hz. Wilhelmm III. v. Berg  genannt. Schreibweise der Erstnennung: Boultzenbach.
Der Name Bolzenbach lässt sich auf eine Bodenerhebung zurückführen (bol = runder Hügel). Im Mittelalter wurde Bolzenbach als boutzebach bezeichnet.
Die Topographia Ducatus Montani des Erich Philipp Ploennies, Blatt Amt Steinbach, belegt, dass der Wohnplatz bereits 1715 drei Hofstellen besaß, die als Boltzenbach beschriftet sind. Carl Friedrich von Wiebeking benennt die Hofschaft auf seiner Charte des Herzogthums Berg 1789 als Boltzenbach. Aus ihr geht hervor, dass der Ort zu dieser Zeit Teil der  Honschaft Oberhelling im Unteren Kirchspiel Lindlar war.
Der Ort ist auf der Topographischen Aufnahme der Rheinlande von 1825 als Bolzenbach verzeichnet. Die Preußische Uraufnahme von 1840 zeigt den Wohnplatz ebenso unter dem Namen Bolzenbach. Ab der Preußischen Neuaufnahme von 1894/96 ist der Ort auf Messtischblättern regelmäßig als Bolzenbach verzeichnet.
1822 lebten 59 Menschen im als Hof kategorisierten Ort, der nach dem Zusammenbruch der napoleonischen Administration und deren Ablösung zur Bürgermeisterei Lindlar im Kreis Wipperfürth gehörte. Für das Jahr 1830 werden für den als Bolzenbach bezeichneten Ort 59 Einwohner angegeben. Der 1845 laut der Uebersicht des Regierungs-Bezirks Cöln als Weiler kategorisierte Ort besaß zu dieser Zeit fünf Wohngebäude mit 44 Einwohnern, alle katholischen Bekenntnisses. Die Gemeinde- und Gutbezirksstatistik der Rheinprovinz führt Bolzenbach 1871 mit zehn Wohnhäusern und 46 Einwohnern auf.
Im Gemeindelexikon für die Provinz Rheinland von 1888 werden für Bolzenbach acht Wohnhäuser mit 48 Einwohnern angegeben. 1895 besitzt der Ort neun Wohnhäuser mit 52 Einwohnern und gehörte konfessionell zum evangelischen Kirchspiel Ründeroth, 1905 werden elf Wohnhäuser und 61 Einwohner angegeben.

## Sehenswürdigkeiten
In Bolzenbach steht ein Wegekreuz aus dem Jahre 1780, das 1948 erneuert wurde. Das Wegekreuz hat eine Muschelnische und ist mit einem Relief der schmerzensreichen Muttergottes („Mater Dolorosa“) ausgestattet.

## Busverbindungen
Haltestelle Bolzenbach:
- 332 Wipperfürth – Lindlar – Remshagen – Engelskirchen Bf. (OVAG, Mo–Fr ca. jede Stunde, Samstags- und Feiertagsverkehr, kein Abend- und Nachtverkehr)
- Bürgerbuslinie: Engelskirchen Krankenhaus – Bahnhof – Lindlar – Rathaus